# Supercupa României
La Supercoppa di Romania (rum. Supercupa României) è una competizione annuale rumena in cui si affrontano in un'unica gara i vincitori della Liga I, la massima serie del campionato rumeno di calcio, e i detentori della Coppa di Romania.
La manifestazione si tiene generalmente allo Arena Națională di Bucarest ed è organizzata dalla Federazione calcistica della Romania.

## Albo d'oro
| Anno | Vincitore         | Risultato               | FInalista          |
| ---- | ----------------- | ----------------------- | ------------------ |
| 1994 | Steaua Bucarest   | 1 - 0 (dts)             | Gloria Bistrița    |
| 1995 | Steaua Bucarest   | 2 - 0                   | Petrolul Ploiești  |
| 1996 | Non disputata     | Non disputata           | Non disputata      |
| 1997 | Non disputata     | Non disputata           | Non disputata      |
| 1998 | Steaua Bucarest   | 4 - 0                   | Rapid Bucarest     |
| 1999 | Rapid Bucarest    | 5 - 0                   | Steaua Bucarest    |
| 2000 | Non disputata     | Non disputata           | Non disputata      |
| 2001 | Steaua Bucarest   | 2 - 1                   | Dinamo Bucarest    |
| 2002 | Rapid Bucarest    | 2 - 1                   | Dinamo Bucarest    |
| 2003 | Rapid Bucarest    | 2 - 1 (dts)             | Dinamo Bucarest    |
| 2004 | Non disputata     | Non disputata           | Non disputata      |
| 2005 | Dinamo Bucarest   | 3 - 2                   | Steaua Bucarest    |
| 2006 | Steaua Bucarest   | 1 - 0                   | Rapid Bucarest     |
| 2007 | Rapid Bucarest    | 1 - 1 (dts) 7 - 6 (dtr) | Dinamo Bucarest    |
| 2008 | Non disputata     | Non disputata           | Non disputata      |
| 2009 | CFR Cluj          | 1 - 1 (dts) 6 - 2 (dtr) | Unirea Urziceni    |
| 2010 | CFR Cluj          | 2 - 2 (dts) 2 - 0 (dtr) | Unirea Urziceni    |
| 2011 | Oțelul Galați     | 1 - 0                   | Steaua Bucarest    |
| 2012 | Dinamo Bucarest   | 2 - 2 (dts) 4 - 2 (dtr) | CFR Cluj           |
| 2013 | Steaua Bucarest   | 3 - 0                   | Petrolul Ploiești  |
| 2014 | Astra Giurgiu     | 1 - 1 (dts) 5 - 3 (dtr) | Steaua Bucarest    |
| 2015 | Târgu Mureș       | 1 - 0                   | Steaua Bucarest    |
| 2016 | Astra Giurgiu     | 1 - 0                   | CFR Cluj           |
| 2017 | Voluntari         | 1 - 0                   | Viitorul Costanza  |
| 2018 | CFR Cluj          | 1 - 0                   | U Craiova          |
| 2019 | Viitorul Costanza | 1 - 0                   | CFR Cluj           |
| 2020 | CFR Cluj          | 0 - 0 (dts)4 - 1 (dtr)  | Steaua Bucarest    |
| 2021 | U Craiova         | 0 - 0 (dts)4 - 2 (dtr)  | CFR Cluj           |
| 2022 | Sepsi             | 2 - 1                   | CFR Cluj           |
| 2023 | Sepsi             | 1 - 0                   | Farul Costanza     |
| 2024 | FCSB              | 3 - 0                   | Corvinul Hunedoara |
| 2025 | FCSB              | 2 - 1                   | CFR Cluj           |

## Vittorie per club
Nel 1996 e nel 1997 la Steaua Bucarest, nel 2000 e 2004 la Dinamo Bucarest, e nel 2008 il CFR Cluj risultarono vincitrici sia del campionato che della Coppa di Romania, e il trofeo non venne assegnato.
Dall'edizione 2010 il regolamento però cambia e quindi qualora la vincitrice del campionato vinca anche la Coppa di Romania la Supercoppa verrà disputata comunque tra la prima e la seconda classificata in Liga I.
| Club                   | Vittorie | Sconfitte | Anni Vittorie                                  | Anni Sconfitte                     |
| ---------------------- | -------- | --------- | ---------------------------------------------- | ---------------------------------- |
| Steaua Bucarest / FCSB | 8        | 6         | 1994, 1995, 1998, 2001, 2006, 2013, 2024, 2025 | 1999, 2005, 2011, 2014, 2015, 2020 |
| Rapid Bucarest         | 4        | 2         | 1999, 2002, 2003, 2007                         | 1998, 2006                         |
| CFR Cluj               | 4        | 6         | 2009, 2010, 2018, 2020                         | 2012, 2016, 2019, 2021, 2022, 2025 |
| Dinamo Bucarest        | 2        | 4         | 2005, 2012                                     | 2001, 2002, 2003, 2007             |
| Astra Giurgiu          | 2        | -         | 2014, 2016                                     |                                    |
| Viitorul Costanza      | 1        | 1         | 2019                                           | 2017                               |
| U Craiova              | 1        | 1         | 2021                                           | 2018                               |
| Oțelul Galați          | 1        | -         | 2011                                           |                                    |
| Târgu Mureș            | 1        | -         | 2015                                           |                                    |
| Voluntari              | 1        | -         | 2017                                           |                                    |
| Sepsi                  | 1        | -         | 2022                                           |                                    |